# Дуглас Ошеров
Дуглас Дін Ошеров (англ. Douglas Dean Osheroff; нар. 1 серпня 1945, Абердин, Вашингтон, США) — американський фізик, лауреат Нобелівської премії з фізики в 1996 році спільно з Девідом Лі і Робертом Річардсоном «за відкриття надплинності гелію-3». Відкриття було зроблено в 1971 році, коли Ошеров був аспірантом у Корнельському університеті.
Ошеров здобув ступінь бакалавра в 1967 році в Калтеху. Ступінь доктора він здобув у Корнельському університеті в 1973 році.
Станом на 2006 рік викладає в Стенфордському університеті на відділеннях фізики та прикладної фізики, якими він якийсь час керував.
Ошеров брав участь у комісії з розслідування аварії космічного човника Колумбія, виконуючи ті ж функції, що й Річард Фейнман в комісії з розслідування аварії Челленджера.